# Subaru R-2
Subaru R-2 je automobil japanskog proizvođača Subarua. Subaru R-2 se proizvodio od u razdoblju od 1969. do 1972.
Kada je automobil bio predstavljen 8. veljače 1969. Subaru je preuzeo 25.000 narudžbi za automobil u jednom mjesecu.

## Vanjske poveznice
- Povijest Subarua